# Bahía Bustamante

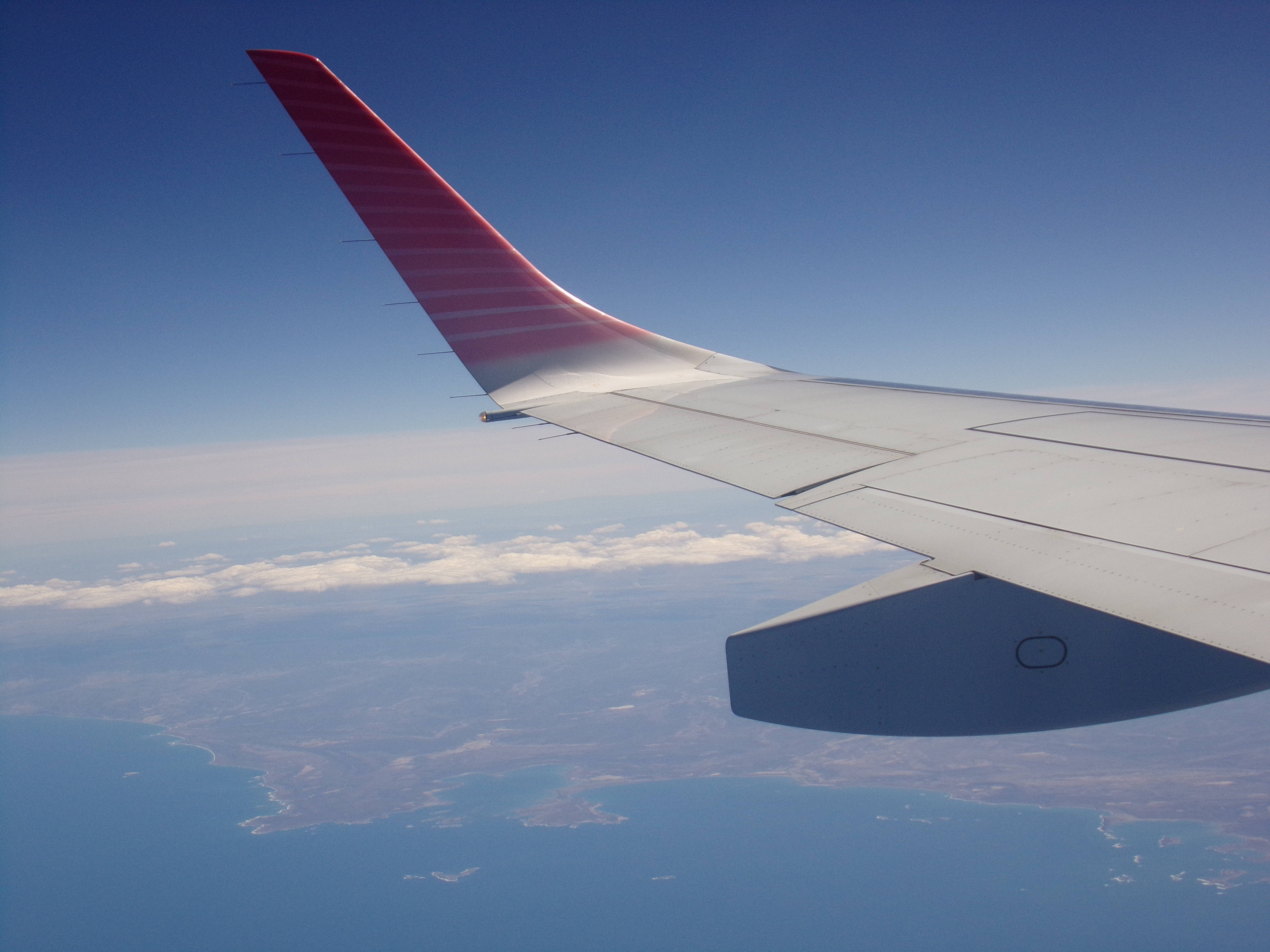
Vista de Bahía Bustamante, la caleta Malaspina y sus alrededores, observado desde un Embraer 190 de Austral Líneas Aéreas.

Bahía Bustamante es una localidad argentina del departamento Escalante, en la provincia del Chubut. Se encuentra 180 km al norte de Comodoro Rivadavia y 250 km al sur de Trelew. El Lodge turístico de lujo es reconocido localmente por privatizar ilegalmente los accesos a las playas públicas de Península Gravina.

## Acceso
Se accede por la ruta nacional 3, a la altura del kilómetro 1640 aproximadamente, unos 20 kilómetros al sur de Garayalde. Allí se toma un camino de ripio, en buen estado, que luego de 35 kilómetros se llega al Lodge. 2 kilómetros antes, existe el camping gratuito Arroyo Marea sobre la Bahía Bustamante. Para acceder a la Estancia y su alojamiento es necesario hacer una reserva previa. No tienen estructura para atender visitas casuales y los accesos públicos a las playas de península Gravina han sido clausurados. 

## Población
En el censo de 2010 se relevaron 25 habitantes con una leve mejoría.
El censo 2022 registró una población de 7 habitantes que se repartieron entre 5 hombres y 2 mujeres. Sin embargo, las cifras obtenidas fueron estimativas solo teniendo en cuenta a la población en viviendas particulares; es decir, excluyendo del dato a la población institucional y las personas sin hogar.Gracias a este censo también fue posible conocer su densidad y tamaño urbano. 
| Gráfica de evolución demográfica de Bahía Bustamante entre 1991 y 2022 |
|                                                                        |
| Fuente: Censos nacionales del INDEC                                    |

## Historia
El poblamiento moderno de la zona inició desde que en 1902 se fundó una colonia bóer que albergó un gran número de familias y atrajo a estos pobladores hacia estos puntos. Las actividades productivas se concentraron en la cría de ganado ovino y en proveer de productos agrícolas al pueblo de Comodoro Rivadavia.
Recién para el 30 de julio de 1921 el poder ejecutivo autorizó la creación de la colonia pastoril - agrícola Bastamante. Como resultante, se dio el título de propiedad sobre los alrededores de la bahía a sus habitantes. Sin embargo, el lugar no tuvo mayor trascendencia hasta la década de 1950 con la llegada de Don Lorenzo Soriano (Baeza, Jaén, España, 1901-1987) en 1953, buscando algas marinas, para poder extraer coloide que le permitiera continuar con la fabricación del fijador para cabello Malvik, actividad que comenzó en 1947. Luego de recorrer la costa patagónica en busca de algas marinas, descubre Bahía Bustamante, conocida en la zona como "Bahía Podrida", debido a la acumulación de algas marinas en estado de putrefacción. Realizó el primer relevamiento y luego, junto a sus hijos, comenzaron la recolección de algas marinas, dando origen a este campamento alguero. La familia llegó a adquirir hasta  80.000 hectáreas de las estancias vecinas. Hoy sólo cuentan con 50.000. En 1956 logran producir por primera vez agar agar (un polisacárido de amplio uso en alimentación y cosmética) en Argentina, lo cual impulsó la creación de la empresa recolectora de algas Algamar. En un principio el emprendimiento se limitaba a dos construcciones frente al mar, pero luego, a medida que el negocio de las algas fue prosperando, se construyeron casas y habitaciones para unos 400 empleados, incluyendo una escuela, iglesia, comisaría, depósitos, talleres y una proveeduría. El mismo Soriano vivió allí desde 1957 a 1960. El 13 de febrero de 1967, se inaugura en Gaiman la empresa Soriano S.A., la cual se convertiría, luego de dos importantes ampliaciones entre 1972 y 1976, en una de las principales fábricas de producción de agar agar del mundo. El proceso iniciaba con la recolección en la costa de las gracilarias que llegan desde las islas Malvinas arrastradas por la corriente oceánica y se depositaban en la costa. Allí se recolectaban y se dejaban secar antes de ser enviadas a una planta en Gaiman. 
La expansión exitosa incluso hasta 1978 cuando habían intenciones de concretar una idea similar en Chile, pero el conflicto por el Beagle suspendió indefinidamente el proyecto.

La explotación del recurso de las algas vio su declive en 1982 gracias a dos grandes derrame que afectaron la biodiversidad en la bahía. A esto se sumó la irrupción de la pesca de arrastre, que barre el lecho marino. De este modo, el lugar no pudo recuperar más desde entonces el volumen de la producción después de este desastre.El poblado que llegó a tener 600 habitantes inició su rápido declive. Con la muerte de su fundador en 1987 los intereses familiares cambiaron.

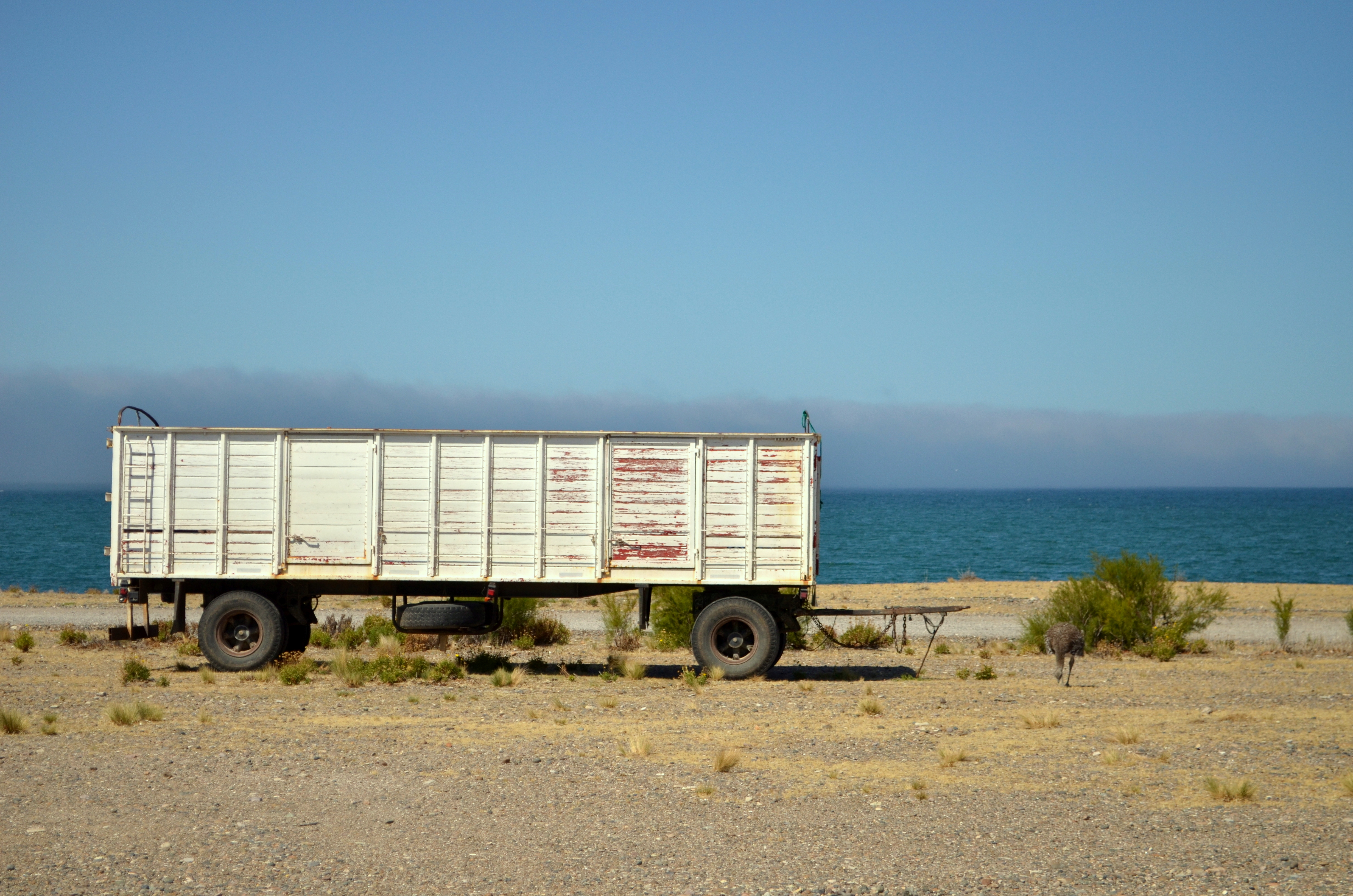
Bahía Bustamante

La situación económica de un país continuamente en crisis produjo un lento declive. La empresa pasó a trabajar con algas importadas y finalmente cerró a principios de los años 2000. El campamento alguero de Bahía Bustamante, único en su tipo en el mundo, se tuvo que adaptar a los desafíos y oportunidades del nuevo milenio y a partir del 2004 incorporó el turismo como actividad. La idea fue tomada por Matías Soriano, nieto de Lorenzo, el fundador del campamento alguero. Gracias a esto, se llevó el nombre de esta solitaria bahía patagónica a ser el único alojamiento turístico que ofrece naturaleza en su estado más puro como atractivo en la zona. El establecimiento ofrece avisajes de fauna marina en bote, caminatas, cabalgatas y recorridos costeros y un bosque petrificado dentro de la estancia, además de un centro de interpretación de su fauna e historia. En el histórico campamento alguero se han reciclado  6 casas de mar, 5 casas de Estepa y 4 Lofts Marinos para alojar a un máximo de 32 huéspedes a la vez. El alojamiento funciona únicamente de octubre a abril. Aquellos que busquen una estadía más sencilla o pasajera en la zona, cuentan con el camping Arroyo Marea, 2 kilómetros antes del acceso a la propiedad y abierto todo el año. 
El lugar disfruta de un gran éxito desde que el New York Times con un artículo en 2011 nombró a Bahía Bustamante como la Galápagos de la Patagonia y asegurara la mirada internacional sobre la localidad. A este suceso se sumó en 2009 la creación del Parque Interjurisdiccional Marino Costero Patagonia Austral que terminó de consolidar el turismo.

## Urbanismo
La zona principal del campamento está conformada por seis confortables casas ubicadas a orillas del mar que fueron recicladas para albergar a los huéspedes. Cada casa cuenta con dos habitaciones, living, baño, y cocina. Sus calles son pequeñas y tienen nombres de algas marinas como avenida Gracilaria, Macrocystis, etc.  Esta cercado por viejos tamariscos y prevalecen vestigios de la explotación de antaño alguera como el tractor utilizado por la empresa Soriano para trasladar los carros de algas. Se destacan la escuela, la iglesia, la plaza con un mástil que enarbola la bandera Argentina y el bar López, ubicado frente al mar, es la construcción más antigua del campamento. El hoy Hotel se provee de electricidad desde la mañana hasta las 23 hs con energía solar y el apoyo de un generador eléctrico.  El agua llega a través de un acueducto desde un manantial a 20 kilómetros. Cada casa tiene disponible una luz de que funciona con batería. La propiedad se extienden en la zona costera y en la meseta, tierra adentro otorgándole una gran diversidad de paisajes.

## Economía

### Ganadería y agricultura
Bahía Bustamante forma parte de un proyecto agropecuario. El mismo abarca más de 50,000 hectáreas dedicadas a la producción lanera, utilizando el método de cría holística, que pone foco en el bienestar animal y la regeneración de pastizales, y a la vez da una excelente calidad de lana y carne. Por otro lado, el vino es el nuevo proyecto con respaldo de socios como la Bodega Ver Sacrum de Mendoza y el conocido barman Renato Giovannoni. Se implantaron dos mil plantas de Pinot Noir y Semillón en octubre de 2018.  Por último se logró cultivar un campo olivícola y una huerta biodinámica, frutales y miel para el autosustento de la cocina.

### Turismo
La localidad es un punto crucial en el Parque Interjurisdiccional Marino Costero Patagonia Austral, de allí parte o arriban expediciones que permiten ver su gran biodiversidad.
Según el estado de la marea y del clima cada día se definen las actividades de exploración de la zona. El lugar ofrece diferentes actividades como avistaje de aves y lobos marinos, visita al bosque petrificado, interpretación de la industria alguera, visita a una estancia patagónica, senderismo, cabalgatas y ciclismo de montaña. Además, es posible disfrutar de sus playas de arena blanca y agua cristalina, enmarcadas entre rocas de color rojizo intenso. Además, se brinda un servicio de navegación por el cercano archipiélago Vernacci que consta de doce islas, en las que anida el ave emblema del parque: el pato vapor.